# Laia Berenguer Puget
Pour les articles homonymes, voir Berenguer et Puget.
Laia Berenguer Puget, née à Sant Feliu de Codines le 18 janvier 1920 et morte à l'Amettla del Vallès le 21 juin 2011, est une femme politique catalane.

## Biographie
Originaire d'un milieu populaire et paysan, elle travaille dès l'âge de 13 ans dans une usine. En 1936, elle commence à militer aux Jeunesses Unifiées de Catalogne, mouvement de jeunesse du Parti socialiste unifié de Catalogne. Durant la guerre d'Espagne, elle lutte du côté républicain.
Elle doit s'exiler en France après la guerre en 1939, mais les autorités françaises l'obligent à rentrer en Espagne, malgré la dictature. Elle est arrêtée et incarcérée à la prison pour femmes de Les Corts, à Barcelone. En 1943, elle obtient la liberté conditionnelle.
Elle est de nouveau emprisonnée en 1971 en tant que membre de l'Assemblée de Catalogne. Elle sort définitivement de prison en 1977, pendant la transition démocratique.
Elle continue alors sa carrière politique, notamment en tant que maire de Sant Feliu de Codines.